# Zenrin-kyō
Zenrin-kyō (jap. 善隣教 Zenrin-kyō) – wyznanie religijne, utworzone w Japonii w 1947 roku, oparte na japońskiej tradycyjnej religii shintō. 
Zenrin-kyō wyłoniło się z „nowych religii” (shin-shūkyō). Zostało utworzone przez Tassai Rikihisa pod początkową nazwą Tenchi Kōdō Zenrinkai i zarejestrowane jako legalny związek wyznaniowy zgodnie z japońską ustawą Shūkyō Hōjinrei w 1948 roku. Główna siedziba  mieści się w prefekturze Fukuoka. W późniejszych latach powrócono do nazwy Zenrin-kyō. 
W 2005 roku oficjalna ewidencja związku wykazywała 450 tys. wyznawców pod duchowym przywództwem Ryūseki Rikihisa. 